# Stuka (músico)
Gustavo Fossá, conocido como Stuka (Buenos Aires, Argentina, 5 de febrero de 1958) es un músico de punk argentino. Es mayormente reconocido por su trayectoria como guitarrista de Los Violadores, banda pionera del punk en español de Iberoamérica. Su apodo, proviene del avión de combate Junkers Ju 87.

## Trayectoria
Antes de dedicarse a la música, Fossá estudiaba la carrera de psicología en la Universidad de Belgrano, hasta que leyó un anuncio, en donde buscaban músicos para formar una banda ligada directamente al punk rock, y se unió a ella en 1980.
Paralelamente a Los Violadores, formó la banda Stukas en vuelo. Este grupo se formó en el año 1992 y editarían dos trabajos discográficos: Stukas en vuelo (1992) e Interzona 66 (1995).
En el año 1999, Stuka y el vocalista de Los Violadores, Enrique Chalar, editarían un trabajo discográfico a dúo, titulado  Stuk@pil.
Tras idas y vueltas, se trasladaría a California, Estados Unidos, en el año 2000. Residiendo en Los Ángeles volvería con un nuevo proyecto llamado 4aliens1no.
Este proyecto nació entre Miami y Los Ángeles, en Estados Unidos, integrado por Stuka, junto al realizador David Kaumann y al compositor norteamericano Chris Chelius.
En su edición de septiembre de 2012, la revista Rolling Stone, posicionó a Stuka, en el puesto número 35, de Los cien mejores guitarristas según la revista Rolling Stone.

## Discografía

### Los Violadores
- Los Violadores, 1983
- Y ahora qué pasa, eh?, 1985
- Uno, dos, ultravioladores  (EP), 1986
- Fuera de sektor, 1986
- Mercado indio, 1987
- El Álbum (casete recopilatorio), 1988
- Y que Dios nos perdone, 1989
- En vivo y ruidoso (en vivo), 1990
- Otro festival de la exageración, 1991
- Grandes Exitos, 1992
- Violadores Histórico-La verdadera Historia, 1996
- Lo mejor de Los Violadores, 2001
- Obras Cumbres, 2001
- En vivo y ruidoso II (en vivo),2002
- Luna punk-Rompan todo (en vivo) 2016

### Stukas en vuelo
- Stukas en Vuelo (1992)
- Interzona 66 (1994)
- Álbum negro (1996) (casete independiente)

### Stuk@Pil
- Stuk@Pil (1999)

### Solista
- Hey You (2007-Virtual)
- Loop Neurótico (2010)
- Lejos de Casa (2011-Virtual)

Stuka y Los Fusers
- "Fucking English" (2012-Virtual)
- "Manifiesto" EP (2015)